# Nicole Ernst
Nicole Ernst (* 14. August 1972 in Bielefeld, Nordrhein-Westfalen) ist eine deutsche Schauspielerin.

## Werdegang
Von 1992 bis 1996 absolvierte Ernst eine Ausbildung an der Otto-Falckenberg-Schule in München. Von 1996 bis 2003 war sie festes Ensemblemitglied am Theater Aachen, wo sie unter der Regie von Michael Klette zahlreiche Hauptrollen, u. a. in seinem Shakespeare-Zyklus, spielte. 2005 besuchte sie die Filmakademie Baden-Württemberg in Ludwigsburg und absolvierte dort einen Filmschauspielworkshop. Nicole Ernst lebt in Berlin. Sie spielte Softball für die Bielefeld Peanuts und gewann mehrere deutsche Meisterschaften.

## Theater
- 1994: Otto-Falckenberg-Schule München, Münchner Kammerspiele
- 1996: Schauspiel Leipzig
- 1996–2002: Theater Aachen
- 2004: Berlin, Zwischennutzung Palast der Republik, Hebbel am Ufer
- 2004–2005: Deutsches Nationaltheater Weimar
- 2022–2023: Theater Aachen

## Theaterrollen (Auswahl)
Münchner Kammerspiele
Münchner Kammerspiele
- Der Sturm von William Shakespeare, Regie: Dieter Dorn
- Faust von Johann Wolfgang von Goethe, Regie: Dieter Dorn
- Komödie der Irrungen von William Shakespeare, Rolle: Luciana, Regie: Jochen Fölster

Schauspiel Leipzig
- Die Bakchen von Euripides, Rolle: Bakchen / Chor; Regie: Herbert König

Theater Aachen
- Jenseits von Eden nach John Steinbeck Rolle: LEE Regie: Martin Schulze
- Vom Teufel Geholt von Knut Hamsun, Rolle:Fanny, Regie: Michael Klette
- Wie es euch gefällt von William Shakespeare, Rolle: Rosalinde, Regie: Michael Klette
- Romeo und Julia von William Shakespeare, Rolle: Julia, Regie: Michael Klette
- Nora von Henrik Ibsen, Rolle Nora, Regie: Michael Klette
- Macbeth von William Shakespeare, Lady Macbeth, Regie: Michael Klette
- Wilhelm Tell von Friedrich Schiller, Rolle: Wilhelm Tell, Regie: Michael Klette
- Antigone von Jean Anouilh, Rolle Antigone, Regie: Rolf Winkelgrund
- Die Möwe von Anton Tschechow, Rolle: Mascha, Regie: Michael Helle
- Ein Sommernachtstraum von William Shakespeare, Rolle: Titania / Hippolyta, Regie: Michael Bothe
- Bunbury von Oscar Wilde, Rolle: Gwendoly Faifax, Regie: Michael König
- Klaras Verhältnisse von Dea Loher, Rolle: Klara, Regie: Michael Helle
- Minna von Barnhelm von Gotthold Ephraim Lessing, Rolle: Franziska, Regie: Ulla Theißen
- Roberto Zucco von Bernard-Marie Koltès, Rolle: Schwester, Regie: Michael Helle

Deutsches Nationaltheater Weimar
- Phädras Liebe von Sarah Kane, Rolle: Strophe, Regie: Martin Schulze
- Antigone von Sophokles, Rolle: Ismene, Regie: Tilman Knabe

Palast Der Republik Zwischennutzung
- Singing. Immaterielles Arbeiten, Chöreprojekt, Regie: Ulrich Rasche

Hebbel am Ufer
- Vom Süßen Jenseits von Atom Egoyan, Regie: Lukas Matthaei

Theater Aachen
- Jenseits von Eden von John Steinbeck, Rolle: Lee, Regie: Martin Schulze

## Filmografie

### Fernsehen
- 1995: Schwurgericht
- 2000: Love Hurts
- 2000: Die Frau, die Freundin und der Vergewaltiger
- 2001, 2011: Alarm für Cobra 11
- 2001: Todeslust
- 2001: Kolle
- 2004: SOKO Köln
- 2005: Rosa Roth
- 2005–2006: Hinter Gittern – Der Frauenknast
- 2006–2007: Schmetterlinge im Bauch
- 2007: Maddin in Love
- 2007: Löwenzahn – Lebenswandel in Bärstadt
- 2007: Der Domschatz von Quedlinburg
- 2011: Die Rosenheim-Cops – Tod nach Schankschluss
- 2011: Inga Lindström – Svens Vermächtnis
- 2012: Um Himmels Willen – Mission unmöglich
- 2014: Tatort: Borowski und der Himmel über Kiel
- 2015: Morden im Norden – Tödliche Beobachtung
- 2015: Rote Rosen
- 2016: Einfach Rosa – Die zweite Chance
- 2016: Hattinger und der Nebel
- 2016: In aller Freundschaft – Befreiungsschlag
- 2016: SOKO Wismar – Zusammen ist man weniger allein
- 2016: Der Staatsanwalt – Tödliche Übernahme
- 2018: Nord Nord Mord – Sievers und die Frau im Zug
- 2019: Polizeiruf 110: Tod einer Journalistin
- seit 2020: SOKO Wismar
- 2021: SOKO Hamburg – Unter Lehrern
- 2021–2022: Rote Rosen

### Film
- 1994: Einer meiner ältesten Freunde
- 1994: Ab nach Tibet
- 1999: Fische müssen schwimmen
- 2002: Lilien aus Schlaf
- 2003: Schlaflabor
- 2004: Casting About
- 2004: Gesehen, gelacht, gelöscht
- 2005: Sen – das verlorene Licht
- 2006: Raumzeit
- 2006: Leer ist das Vogelhaus
- 2006: Unschuld
- 2006: Novemberlicht
- 2011: Die Unsichtbare